# Хешмаш (Арад)
Хешмаш (рум. Hășmaș) — село у повіті Арад в Румунії. Адміністративний центр комуни Хешмаш.
Село розташоване на відстані 388 км на північний захід від Бухареста, 69 км на північний схід від Арада, 120 км на захід від Клуж-Напоки, 105 км на північний схід від Тімішоари.

## Населення
За даними перепису населення 2002 року у селі проживали 489 осіб, усі — румуни. Усі жителі села рідною мовою назвали румунську.